# 大凌河街道
大凌河街道，是中华人民共和国辽宁省锦州市凌海市下辖的一个乡镇级行政单位。

## 行政区划
大凌河街道下辖以下地区：
新建社区、外贸社区、锦凌社区、建设社区、南山社区、站前社区、新楼社区、文化社区、锦东社区、凌东村、凌西村、凌南村、凌北村、凌河村、蔡家村、大锦村和兰家村。